# Abroscopus
Abroscopus – rodzaj ptaków z podrodziny wierzbówek (Cettiinae) w obrębie rodziny wierzbówkowatych (Cettiidae).

## Rozmieszczenie geograficzne
Rodzaj obejmuje gatunki występujące w południowej i południowo-wschodniej Azji.

## Morfologia
Długość ciała 8–10 cm, masa ciała 4,7–7 g.

## Systematyka
Rodzaj zdefiniował w 1930 roku brytyjski ornitolog Edward Charles Stuart Baker w publikacji własnego autorstwa poświęconej ptakom, opublikowanej w serii wydawniczej dotyczącej fauny Indii Brytyjskich, włącznie z Cejlonem i Birmą. Baker wymienił kilka taksonów – Abroscopus superciliaris Blyth, 1859, Abrornis superciliaris salwinensis E.C.S. Baker, 1924 (= Abroscopus superciliaris Blyth, 1859), Abrornis schwaneri Blyth, 1870, Culicipeta schisticeps J.E. Gray & G.R. Gray, 1847, Abroscopus schisticeps Sharpe, 1902, Abrornis schisticeps flavimentalis E.C.S. Baker, 1924, Abrornis albogularis F. Moore, 1884 i Abrornis flavogularis Godwin-Austen, 1877 – z których gatunkiem typowym jest (późniejsze oznaczenie) Abroscopus superciliaris Blyth, 1859 (skrytoczub białobrewy).

### Etymologia
Abroscopus: gr. αβρος abros ‘delikatny, wdzięczny’; σκοπος skopos ‘poszukiwacz’, od σκοπεω skopeō ‘badać’.

### Podział systematyczny
Do rodzaju należą następujące gatunki:
- Abroscopus superciliaris (Blyth, 1859) – skrytoczub białobrewy
- Abroscopus albogularis (F. Moore, 1854) – skrytoczub rdzawolicy
- Abroscopus schisticeps (J.E. Gray & G.R. Gray, 1847) – skrytoczub ciemnolicy